# VH1 Storytellers (album de David Bowie)
Pour les articles homonymes, voir VH1 Storytellers.
Albums de David Bowie
iSelect
(2008) A Reality Tour
(2010)
VH1 Storytellers est un album live de David Bowie, enregistré en 1999 dans le cadre de l'émission Storytellers de la chaîne VH1 et sorti dix ans plus tard. Il comprend un CD et un DVD.

## Titres
Toutes les chansons sont de David Bowie, sauf indication contraire.

### CD
Toutes les chansons sont écrites et composées par David Bowie, sauf mention contraire.
| No | Titre                        | Auteur                      | Durée |
| -- | ---------------------------- | --------------------------- | ----- |
| 1. | Life on Mars?                |                             | 4:22  |
| 2. | Rebel Rebel (Truncated)      |                             | 3:15  |
| 3. | Thursday's Child             | David Bowie, Reeves Gabrels | 6:43  |
| 4. | Can't Help Thinking About Me |                             | 6:31  |
| 5. | China Girl                   |                             | 6:48  |
| 6. | Seven                        | David Bowie, Reeves Gabrels | 5:01  |
| 7. | Drive-In Saturday            |                             | 5:22  |
| 8. | Word on a Wing               |                             | 6:35  |

### DVD
1. Life On Mars?
2. Rebel Rebel
3. Thursday's Child
4. Can't Help Thinking About Me
5. China Girl
6. Seven
7. Drive-In Saturday
8. Word on a Wing
9. Survive (David Bowie, Reeves Gabrels)
10. I Can't Read (en) (David Bowie, Reeves Gabrels)
11. Always Crashing in the Same Car
12. If I'm Dreaming My Life (David Bowie, Reeves Gabrels)

## Musiciens
- David Bowie : chant, guitare
- Reeves Gabrels : guitare
- Mark Plati : guitare
- Gail Ann Dorsey : basse, chant
- Mike Garson : piano, claviers
- Sterling Campbell : batterie, percussions
- Holly Palmer, Lani Groves : chœurs